# Trigger Hippy
Trigger Hippy — американская рок-группа, в которую входят барабанщик Black Crowes Стив Горман, гитарист Гатри Трапп, певица Джоан Осборн и басист Ник Говрик. Ранее в группу входили гитарист Widespread Panic Джимми Херринг, бывший гитарист Black Crowes Одли Фрид, сессионный гитарист Том Буковац и певец и автор песен, а также гитарист Black Crowes Джеки.

## История
Группа была первоначально сформирована как случайное сотрудничество между Фридом, Говриком и Горманом. Все трое собрались вместе, чтобы застопорить несколько раз, постоянно задействуя четвёртого музыканта. Trigger Hippy дебютировал в прямом эфире 2 февраля 2009 года в театре Cox Capitol Theatre в Маконе, Джорджия. Из-за приверженности Херринга к широко распространенной панике группа наняла Грина и Осборна. Группа путешествовала по югу США летом 2011 года, играя шоу в Атланте, Бирмингеме, Нэшвилле, Мемфисе и Чаттануге.
После выступлений по всей Калифорнии группа провела январь 2012 года в Mission Bells Recording Studio в Сан-Франциско, записав треки для своего дебютного альбома. В марте было объявлено, что после окончания этих записей Freed покинул группу. На его место группа привела Уилла Кимбро, который затем был заменен в августе на Буковаца.
Trigger Hippy выпустил свой первый EP на Record Store Day’s Day в Чёрную пятницу 29 ноября 2013 года. Trigger Hippy выступал на фестивале Peach Music в Скрэнтоне, штат Пенсильвания, в 2012 и 2014 годах.
В мае 2015 года Trigger Hippy объявил, что Том Буковац «ушел из группы, чтобы использовать другие возможности». Гатри Трапп заменил Буковаца на оставшуюся часть летнего тура 2015 года. 25 июля Джеки Грин объявил через Facebook, что немедленно уходит из группы, чтобы сосредоточиться на своем новом сольном альбоме. Trigger Hippy подтвердил 27 июля, что они продолжат работу без Джеки и сыграют оставшийся тур.
В апреле 2016 года MarinIJ.com сообщил, что Джоан Осборн вернулась в Нэшвилл «встреча с музыкантами, надеющимися заменить Джека Грина».

## Участники

#### Нынешние участники
- Стив Горман
- Джоан Осборн
- Гатри Трапп
- Ник Говрик

#### Бывшие участники
- Джимми Херринг
- Одли Фрид
- Том Буковац
- Джеки Грин

## Дискография
Альбом
- Trigger Hippy (выпущено 30 сентября 2014 года)[8], Rounder Records